# Ester (scheikunde)
Esters vormen een klasse van organische verbindingen, die ontstaan door de reactie van een zuur met een alcohol of een sacharide.

## Beschrijving
Men kan esters beschouwen alsof ze ontstaan zijn uit een condensatiereactie tussen een alcohol/suiker en een zuur/zuurchloride. Het meest voorkomende type esters zijn de carbonzure esters die de -(C=O)-O- groep als functionele groep bevatten. Deze bevat twee R-ketens die zowel een alkyl- als een arylketen kunnen zijn. Esters kunnen echter ook ontstaan door condensatiereacties van alcoholen met andere typen (anorganische) zuren, zoals fosforzuur, zwavelzuur, salpeterzuur of boorzuur.
Indien alle C-ketens alkylgroepen zijn spreekt men van een alkylalkanoaat.
Laagmoleculaire, vluchtige esters hebben vaak een typische geur, waardoor men ze terugvindt in parfums en feromonen. Esters vinden onder andere toepassingen in parfums, als oplosmiddel, in polyesterkunststoffen en in biodiesel. Sommige salpeterzuuresters hebben de eigenschap te kunnen ontploffen of hevig ontbranden.

Algemene structuren van esters
Ester van carbonzuur
Ester van fosforzuur (1x veresterd)
Ester van fosforzuur (3x veresterd)
Ester van fosforigzuur
Ester van salpeterigzuur

## Systematische naamgeving volgens de IUPAC
De naam van een ester wordt opgebouwd uit eerst de naam van het alcohol of sacharide en dan de naam van het zuur, beide gevolgd door een geschikt achtervoegsel. Van de naam van de eerste functionele groep, afkomstig van het alcohol of suiker wordt het achtervoegsel -ol of -ose vervangen door -yl. Het tweede deel van de esternaam bestaat uit de naam van het zuur, waarbij -zuur wordt vervangen door -oaat. Bijvoorbeeld het ethaanzure ester van methanol (gevormd in combinatie met azijnzuur) noemt men in de systematische naamgeving: methylethanoaat.
Omdat de meest voorkomende esters carbonzure esters zijn, hebben deze een specifieke naamgeving gekregen. Bij de esters van korte carbonzuren bestaat de triviale naam uit de naam van het alcohol (-ol wordt vervangen door -yl) gevolgd door de stam van de Engelstalige naam van het carbonzuur (die de uitgang -aat krijgt). Zo wordt methylethanoaat ook wel methylacetaat genoemd.
| Zuur        | Engelse naam van het zuur | Triviale naam methylester | IUPAC naam methylester |
| ----------- | ------------------------- | ------------------------- | ---------------------- |
| mierenzuur  | formic acid               | methylformiaat            | methylmethanoaat       |
| azijnzuur   | acetic acid               | methylacetaat             | methylethanoaat        |
| propionzuur | propionic acid            | methylpropionaat          | methylpropanoaat       |
| boterzuur   | butyric acid              | methylbutyraat            | methylbutanoaat        |

## Esterificatiereactie

### Met zuur
{\displaystyle {\ce {R-OH + R'-C(O)-OH -> R'-C(O)-O-R + H2O}}}

### Met een zuurchloride
{\displaystyle {\ce {R-OH + R'-C(O)-Cl -> R'-C(O)-O-R + HCl}}}

### Met zuuranhydride
{\displaystyle {\ce {R-OH + R'-C(O)-O-C(O)-R' -> R'-C(O)-O-R + R'-C(O)-OH}}}
R en R' kunnen in deze vergelijkingen elke mogelijke functionele groep zijn zoals Me, Et of zelfs Phe enz.. (methyl, ethyl, fenyl)

## Eigenschappen
In vergelijking met andere organische moleculen die carbonylgroepen bevatten, zijn esters relatief apolair. Dit blijkt onder andere wanneer men de kookpunten vergelijkt van deze producten met deze van de overeenkomstige alkanen: de kookpunten van esters zijn ongeveer gelijk aan de kookpunten van alkanen met hetzelfde moleculair gewicht. Dit geeft aan dat Van der Waalse interacties de grootste bijdragen hebben in de intermoleculaire krachten bij esters.
De zuurstofatomen van de estergroep hebben vrijwel geen basisch karakter. Een proton dat zou adderen op de estergroep induceert hierdoor een positieve lading op een zuurstofatoom. Zuurstof is echter een vrij elektronegatief element, waardoor geprotoneerde esters een vrij lage pKa-waarde hebben en hun extra proton onmiddellijk afstaan. Zo is de pKa-waarde van geprotoneerd ethylacetaat -6,5.

## Reactiviteit

### Bereiding van esters
Esters kunnen gemaakt worden door middel van de volgende reacties:
- alkanol + (carbon)zuur (zie Fischer-verestering)
- alkanol met zuuranhydride
- omestering
- Dieckmann-condensatie of de Claisen-condensatie van esters met zure α-waterstofatomen
- Favorski-omlegging van α-haloketonen in aanwezigheid van base
- door nucleofiele substitutiedisplacement van alkylhalogeniden met zouten van carbonzuren
- Baeyer-Villiger-oxidatie van ketonen met peroxiden
- Pinner-reactie van nitrilen met een alkanol
- malonzuurestersynthese, waarbij het diester di-ethylmalonaat als nucleofiel reageert met een halide
- Omestering met een zuurchloride en alcohol of suiker.

### Reacties met esters
Esters kunnen tal van reacties ondergaan, die meestal starten met een nucleofiele of elektrofiele aanval op de carbonylgroep:
- esters kunnen hydrolyse ondergaan. Hierbij wordt de esterbinding verbroken door koken met loog. Dit wordt verzeping genoemd, omdat deze reactie onder andere plaatsvindt bij het maken van zeep uit vetten.
- door reactie met primaire of secundaire amines kunnen amiden gevormd worden bij verhitting.
- fenylesters kunnen omgevormd worden tot hydroxyarylketonen door middel van een Fries-omlegging.
- specifieke esters kunnen de Chan-omlegging ondergaan.

## Voorbeelden van esters
In de volgende tabel worden enkele carboxylaatesters weergegeven, samen met hun eigenschappen.
| Naam ester           | Molaire massa (g/mol) | Structuur | Geur en voorkomen                | Oplosbaarheid in water (g/L) |
| -------------------- | --------------------- | --------- | -------------------------------- | ---------------------------- |
| Allylhexanoaat       | 156,22                |           | ananas                           | 0,06                         |
| Benzylacetaat        | 150,18                |           | peer, aardbei                    | 0,31                         |
| Bornylacetaat        | 196,22                |           | dennengeur                       | 0                            |
| Butylbutyraat        | 144,21                |           | ananas                           | 0,50                         |
| Ethylacetaat         | 88,12                 |           | oplosmiddel, verf, lijm          | 83                           |
| Ethylbutyraat        | 116,16                |           | banaan, ananas, aardbei          | 6,2                          |
| Ethylhexanoaat       | 144,21                |           | aardbei                          | 0,63                         |
| Ethylcinnamaat       | 176,21                |           | kaneel                           | ?                            |
| Ethylmethanoaat      | 74,08                 |           | limoen, rum, aardbei             | 105                          |
| Ethylheptanoaat      | 158,27                |           | abrikoos, kers, druif, framboos  | 0                            |
| Ethylisovaleraat     | 130,18                |           | appel                            | ?                            |
| Ethylnonanoaat       | 186,29                |           | druif                            | 0                            |
| Ethylpropanoaat      | 102,13                |           | ananas                           | 19,2                         |
| Ethylvaleraat        | 130,18                |           | appel                            | 2,23                         |
| Geranylacetaat       | 196,29                |           | pelargonium                      | ?                            |
| Geranylbutyraat      | 224,34                |           | kers                             | ?                            |
| Geranylisopentanoaat | 238,37                |           | appel                            | ?                            |
| Isobutylacetaat      | 116,16                |           | kers, framboos, aardbei          | 6,7                          |
| Isobutylmethanoaat   | 102,13                |           | framboos                         | 6,7                          |
| Ethylbenzoaat        | 150,17                |           | Framboos, Druif, zeer zoete geur | 0,72                         |
| Pentylacetaat        | 130,18                |           | Peer, Appel                      | 10                           |

Voorbeelden van eenvoudige esters zijn:
- Acrylaten (de basis van Acrylverf)
- Ftalaten, esters van ftaalzuur en diverse alcoholen
- vetten, esters van glycerol

Kleinere esters hebben vaak een zoete, fruitachtige geur. Veel esters worden daarom gebruikt als geurstof of smaakstof.
Enkele voorbeelden van dergelijke esters zijn:
- 2-methylpropylmethanoaat (aardbei)
- 3-methylbutylethanoaat (banaan)
- octylethanoaat (sinaasappel)
- propylethanoaat (peer)
- methylbenzoaat (den)